# OPSEK
OPSEK（ロシア語: Орбитальный Пилотируемый Сборочно-Экспериментальный Комплекс; ОПСЭК,  Orbitalnyj Pilotiruiemyj Sboročno-Ekspierimientalnyj Komplieks; OPSEK、英語: Orbital Piloted Assembly and Experiment Complex）は、ロシア連邦宇宙局（ロスコスモス）により2010年代に提案されていた国際宇宙ステーション (ISS) 後の宇宙ステーション。OPSEKは低軌道に設置されるモジュール式宇宙ステーションであり、運用当初は主にISSのロシアモジュールから構成される。
しかしながら、2017年9月にロスコスモスの長、イゴール・コマロフはOSPEKを構成するためにステーションを分離する技術的実現可能性は研究中であるも、「ロシア側モジュールをISSから分離する計画はない。我々は同じ立場を維持している……我々はパートナーとともにISSに取り組むべきだ」と述べ、ISSを継続する方針を示した。その後も米ロ関係悪化からISS撤退が取り沙汰されることはあったが、ロスコスモスは最終的に2028年までのISS参加延長を発表している。
提案では、OPSEKを月や火星、あるいは土星といったより遠く向かう有人宇宙船を組み立てる基地として使うことが想定されている。また帰還した宇宙飛行士を地球に降りる前に療養させる場所としても想定されていた。

## 概要
2020年代のISSの運用終了が予測される以前から、ロシア連邦宇宙局（ロスコスモス）は多目的実験モジュール（2014年打ち上げ予定）といったいくつかのモジュールを分離し、新しい宇宙ステーションの基礎とすることを計画していた。
2009年6月17日、ロスコスモスは公式にISS計画のパートナーであるアメリカ航空宇宙局 (NASA) に対し、ISSの運用終了までに新しい宇宙ステーションの最初の要素を構築、運用の準備をするという意向を伝えた。
ロシアの有人宇宙飛行を受け持つRKKエネルギアは、新しい宇宙ステーションは以下の能力を持たなければならないとしている。
- 大型宇宙機の組み立て
- フライトテストと打ち上げ
- Creating, servicing and completing inter-orbital tugs
- 惑星間探査から帰還した宇宙飛行士のリハビリのための医学的・生物学的設備

## 構造
OPSEKはサリュートにアルマース、コスモス557号、ミールといったこれまで打ち上げられた12のロシアの宇宙ステーションに連なるものである。OPSEKはミールから始まる第3世代のモジュール型宇宙ステーションに当たる。
モジュール型宇宙ステーションの例としては、旧ソ連/ロシアのミール、国際宇宙ステーション、それに中国宇宙ステーションが挙げられる。最初の宇宙ステーションサリュート1号やその後に続いたスカイラブといった第1世代の宇宙ステーションは、補給が想定されていない一塊のモノリシックな設計となっていた。 基本的に、初期の宇宙ステーションはドッキングポートが一つしかなく、新しい乗員が到着する前に、前の乗員は宇宙ステーションを離れなければならなかった。スカイラブは2つのドッキングポートを備えていたものの、補給が行えるように設計されてはいなかった。第2世代となるサリュート6号では、2つのドッキングポートを備えた上に、定期的な補給ミッションを想定した設計となり、長期にわたる運用が可能となった。 ミール以降の第3世代のモジュール型の宇宙ステーションでは、新たなモジュールを追加、あるいは古くなったモジュールを取り去ることで、長期にわたる運用期間中のミッションの変化にも追随することが可能となった。

## モジュール

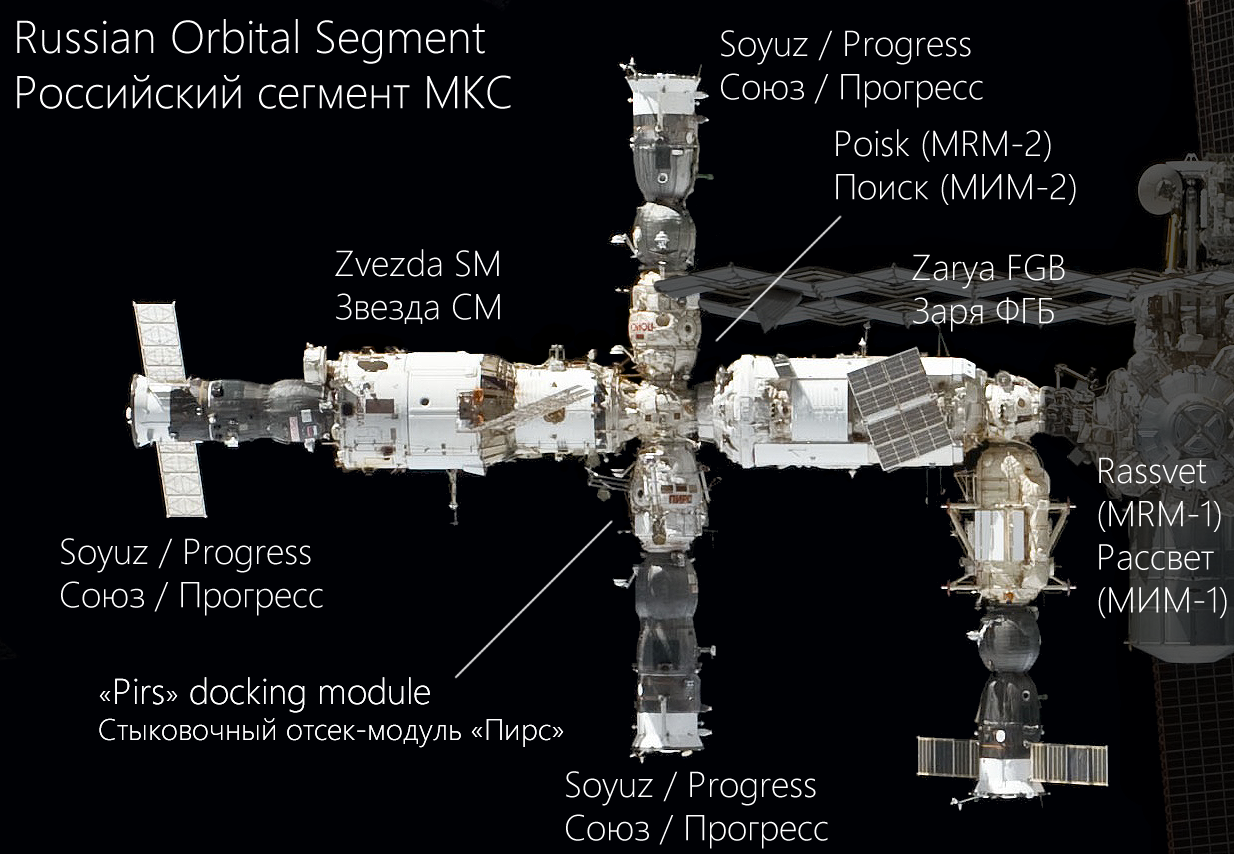
ISSのロシアモジュール（2011年）

OPSEKへの流用が期待されているロシアモジュール。打ち上げ年順に列挙する。
- ズヴェズダ (DOS-8) - 2000年打ち上げ。OPSEKに使用される可能性あり。[11]
- ポイスク (MRM-2) - 2009年打ち上げ。OPSEKに使用される可能性あり。

ミニ・リサーチ・モジュール2、通称ポイスクは、2つのハッチを持つドッキングモジュールである。船外活動をする際のエアロックとしての使用に加え、ソユーズやプログレスの接続が可能である

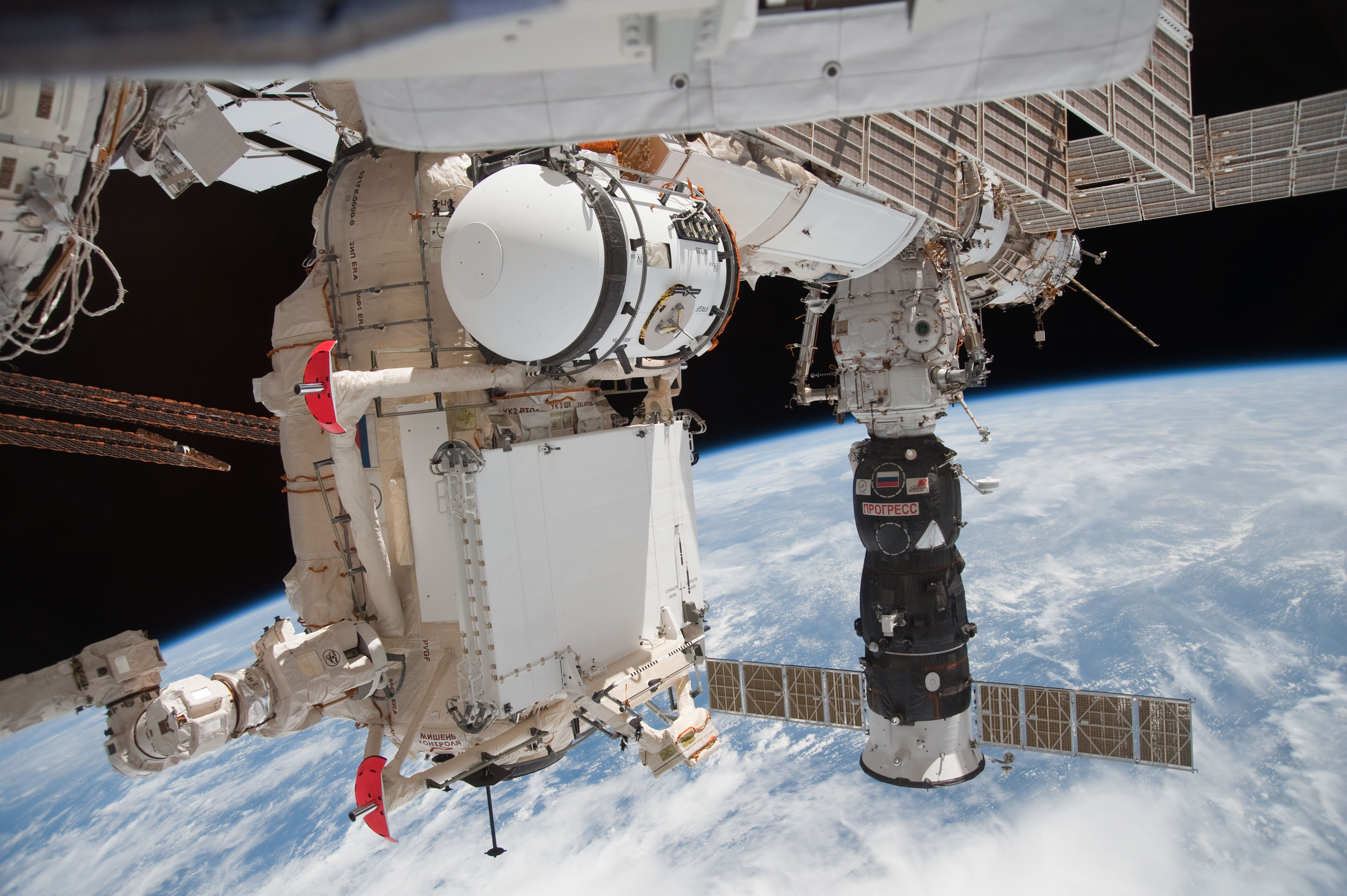
ラスヴェット（左中央）

- ナウカ (MLM) - 2017年打ち上げ予定。OPSEKの構成要素。

多目的実験モジュール、通称ナウカは、ISSにおけるロシアの主要な研究モジュールである。ISSからの分離後、OPSEKへと流用することが提案されている。ナウカは独自の生命維持システムと姿勢制御システムを搭載する。ナウカの用途は、長期にわたる計画の中で変遷しており、1990年代中頃はザーリャ (FGB) のバックアップとして、その後はユニバーサルドッキングモジュール (UDM) の代替として検討されていた。ドッキングポートには宇宙機や別のモジュールの接続が可能となっている。ナウカはピアースが接続されているポートにドッキングされるため、ピアースはナウカの打ち上げ前にISSから分離・廃棄される。ナウカは自分自身のエンジンを用いてISSに接近、ドッキングを行う。

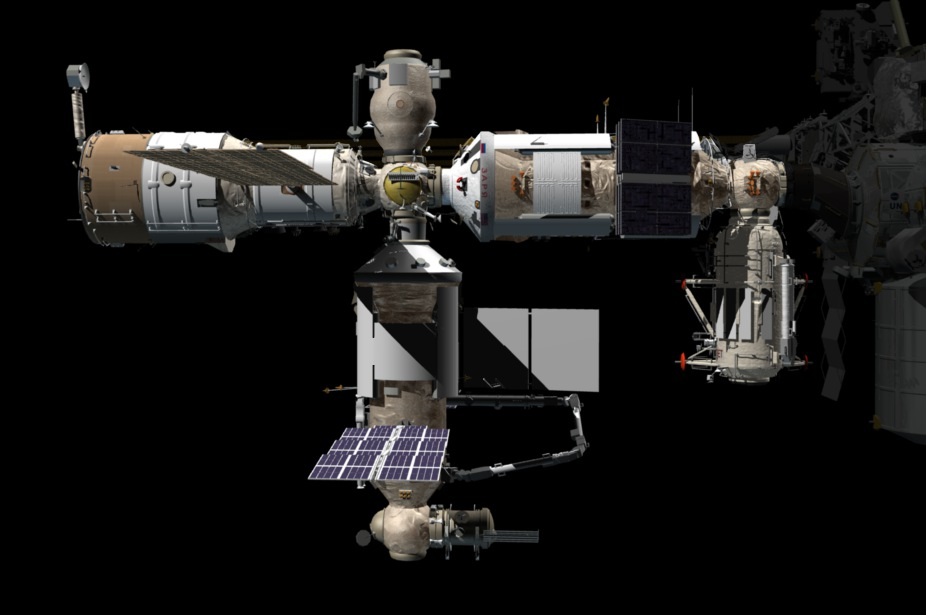
ナウカがドッキングした後のロシアモジュール（イメージ図）

- ナーダルモジュール (UM)/(NM) - 2016年打ち上げが提案されている。OPSEKの構成要素。

ナーダルモジュールは、打ち上げが提案されているドッキングモジュール。ISSにおいては2つの科学/エネルギーモジュールとソユーズ/プログレスのための追加のドッキングポートを提供する。6つのドッキングポートを持つことから、OPSEKにおいては他のモジュールを接続する中核として機能することが期待されている。

### OPSEKに使用されないロシアモジュール
既に廃棄が予定されているモジュール。
- ピアース (DC-1) - 2001年打ち上げ。ナウカ（ピアースが使用していたポートに接続）の打ち上げ前に廃棄予定。

廃棄は予定されていないがOPSEKの提案には含まれないモジュール。
- ザーリャ (FGB-1) - 1998年打ち上げ。NASAが所有権を持つ[16]。ソユーズ/プログレスの打ち上げとトレードすることは出来るが[17][18][19]、既に老朽化が進んでいる。
- ラスヴェット (MRM-1) - 2010年打ち上げ。ザーリャに接続中。[20] ザーリャが使用されないため、使用する場合も別の接続先に移さなければならない。